# Bohumil Procházka
Bohumil Procházka (28. června 1909, Praha – 28. března 1963, Praha) byl český knihkupec a účastník protinacistického odboje.

## První republika
Narodil se v rodině krejčího, který zahynul v ruském zajetí na východní frontě v roce 1915. Matka jako válečná vdova těžce sháněla obživu. Po vyučení u knihkupce a nakladatele Josefa Springera začal pracovat v nakladatelství Šolc a Šimáček. V roce 1938 se osamostatnil a zařídil si vlastní knihkupectví v Anglické ulici č. 4 v Praze na Vinohradech. Zároveň se připravoval na samostatnou nakladatelskou činnost. Knihkupecké povolání spojoval s láskou k četbě, kterou považoval za prostředek k sebevzdělání a k hlubšímu porozumění životu. Vážil si T. G. Masaryka a pod vlivem kazatele Františka Urbánka z Jednoty českobratrské (JČB), přítele prezidenta a jeho rodiny, opustil katolickou církev a stal se členem vinohradského sboru JČB (dnešní Církve bratrské). Byl členem Sokola a sdružení Akademická YMCA.

## Odbojová činnost a uvěznění
V červnu 1939 ho přátelé z Akademické YMCA, Dr. Jaroslava Valenta a Dr. Rudolf Mareš (později zatčení, mučení a popravení), získali pro spolupráci v protinacistickém odboji. Stal se členem odbojové skupiny Petiční výbor Věrni zůstaneme (PVVZ), později začleněné do Ústředního vedení odboje domácího (ÚVOD). Jeho knihkupectví sloužilo jako „překladiště“ zpráv pro české rozhlasové vysílání exilové vlády v Londýně. V této „sběrně“ zpráv pro šifrování se také zprostředkovávaly schůzky odbojářů, předávaly peníze a balíčky na podporu postižených rodin, šířily tiskoviny.
Gestapo Bohumila Procházku zatklo 30. září 1940 a obvinilo jej (podle tehdejších zákonů) z „přípravy k velezradě“. Po osmi měsících strávených ve vyšetřovací vazbě ve věznici na Pankráci a častých výsleších v Petschkově paláci byl poslán do koncentračního tábora Sachsenhausen-Oranienburg, kde se stal 7. června 1941 häftlingem č. 37924. Mezi spoluvězni se tam setkal například s Ivanem Herbenem, Rudolfem Mertlíkem či Josefem Čapkem či s již dříve uvězněnými českými studenty. Také zde působil jako „knihovník“, pečoval tu o tajnou knihovničku českých knih doručovaných vězňům ilegálně v potravinových balíčcích.
Na sklonku války, počínaje 21. dubnem 1945, byli vězni vláčeni pochodem smrti přes Wittstock, Grabow až do Criwitz nedaleko Schwerinu, kde je v blízkosti fronty opustily stráže SS a osvobodila americká armáda. Odtud vězni putovali pěšky do Neubrandenburgu, odkud je nákladní auta odvezla zpět do vlasti. Bohumil Procházka se vrátil domů 6. června 1945.
Mezitím v Praze zahynula při spojeneckém náletu 14. února 1945 jeho matka a synovec, jeho byt byl zcela zničen. Knihkupectví zůstalo po jeho zatčení otevřeno, vedla jej jeho sestra Milada Zadáková.

## Po válce
Po válce se oženil s Lydií Štifterovou (1946) a vrátil se ke knihkupeckému povolání. Jeho plány založit vlastní nakladatelství – v nichž ho podporoval jeho dlouholetý přítel, vynikající vinohradský nakladatel František Laichter – zmařil únorový převrat 1948. Komunistický režim Procházkovo knihkupectví zestátnil v roce 1950. Zpočátku mohl zůstat vedoucím svého bývalého podniku v Anglické ulici, později byl přeložen jako vedoucí Knihy do Žitné ulice č. 14. V roce 1960 onemocněl na následky strádání v koncentračním táboře rakovinou tlustého střeva a nemoci podlehl na jaře roku 1963.

## Citát
„V koncentračním táboře byla česká kniha jako poklad v křišťálové skříňce. Stále skrývat a tajně rozněcovat jeho čistou záři.“ Bohumil Procházka, Knihkupec v koncentráku (neotištěná vzpomínka z 26.7.1945)